# Soquel
Soquel è una città dello stato americano della California, nella contea di Santa Cruz.
Si estende su una superficie di 11,9 km2 e nel 2010 contava 9.644 abitanti.